# Larry Harmon
Larry Harmon (2 de enero de 1925 - 3 de julio de 2008) fue un actor y artista del espectáculo de nacionalidad estadounidense.

## Biografía
Su verdadero nombre era Lawrence Weiss, y nació en Toledo (Ohio), criándose en Cleveland (Ohio). Durante la Segunda Guerra Mundial sirvió en el Ejército de los Estados Unidos y, tras su retorno, soñó con llegar a ser médico, hasta que conoció al legendario Al Jolson. Según la autobiografía de Harmon, The Man Behind the Nose, Jolson habló con él y le convenció para dedicarse al espectáculo. Harmon estudió teatro en la Universidad del Sur de California, actuando en la banda de música de la Universidad la Spirit of Troy.
En 1956 Harmon adquirió a Capitol Records los derechos para utilizar el personaje Bozo. Harmon comercializó agresivamente la marca Bozo, y a finales de la década de 1960 Harmon había concedido licencias de Bozo a gran número de televisiones locales de Estados Unidos, así como en países tan alejados como Tailandia, Grecia y Brasil. Harmon también produjo una serie de dibujos animados que estaba pensada para ser mostrada a la vez que el show en vivo de Bozo. Además, el estudio de animación de Harmon produjo 18 cintas de dibujos animados de Popeye en 1960 como parte de un paquete más amplio de redifusión televisiva.
El día de Año Nuevo de 1996 Harmon se vistió de Bozo por primera vez en 10 años, actuando en el Desfile del Torneo de las Rosas de Pasadena (California), consiguiendo una reacción ensordecedora por parte de una multitud emocionada.
Larry Harmon falleció el 3 de julio de 2008 en su domicilio en Los Ángeles, California, a causa de una insuficiencia cardiaca a la edad de 83 años. Fue enterrado en el Cementerio Mount Sinai Memorial Park de Los Ángeles.
Larry Harmon escribió una autobiografía titulada The Man Behind the Nose: Assassins, Astronauts, Cannibals, and Other Stupendous Tales, publicada en 2010 por Igniter Books.